# La Villeneuve-lès-Charleville
La Villeneuve-lès-Charleville ist eine französische Gemeinde mit 119 Einwohnern (Stand: 1. Januar 2022) im Département Marne in der Region Grand Est (vor 2016 Champagne-Ardenne). Sie gehört zum Arrondissement Épernay und zum Sézanne-Brie et Champagne.

## Geografie
La Villeneuve-lès-Charleville liegt etwa 110 Kilometer ostsüdöstlich des Pariser Stadtzentrums und fünf Kilometer westlich des Marais de Saint-Gond. Umgeben wird La Villeneuve-lès-Charleville von den Nachbargemeinden Corfélix im Norden, Soizy-aux-Bois im Nordosten, Mondement-Montgivroux im Osten, Broyes im Südosten, Lachy im Süden sowie Charleville im Westen.

## Bevölkerungsentwicklung
| Jahr                       | 1962 | 1968 | 1975 | 1982 | 1990 | 1999 | 2006 | 2011 | 2018 |
| -------------------------- | ---- | ---- | ---- | ---- | ---- | ---- | ---- | ---- | ---- |
| Einwohner                  | 137  | 157  | 134  | 123  | 81   | 89   | 104  | 124  | 115  |
| Quellen: Cassini und INSEE |      |      |      |      |      |      |      |      |      |

## Sehenswürdigkeiten
- Kirche Saint-Nicolas, seit 1916 Monument historique
- Schloss Chapton aus dem 18./19. Jahrhundert

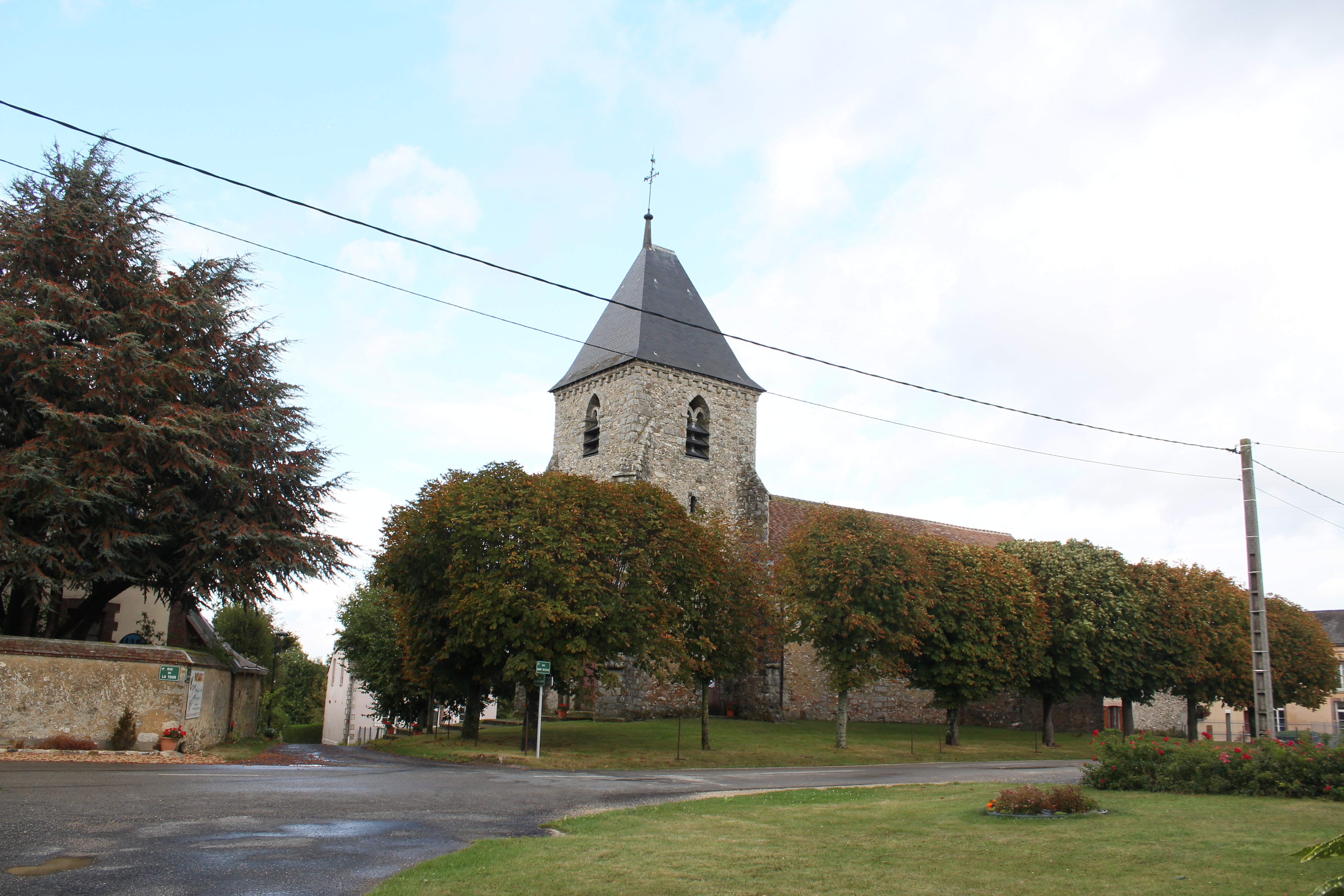
Kirche Saint-Nicolas